# Cautxú PTC

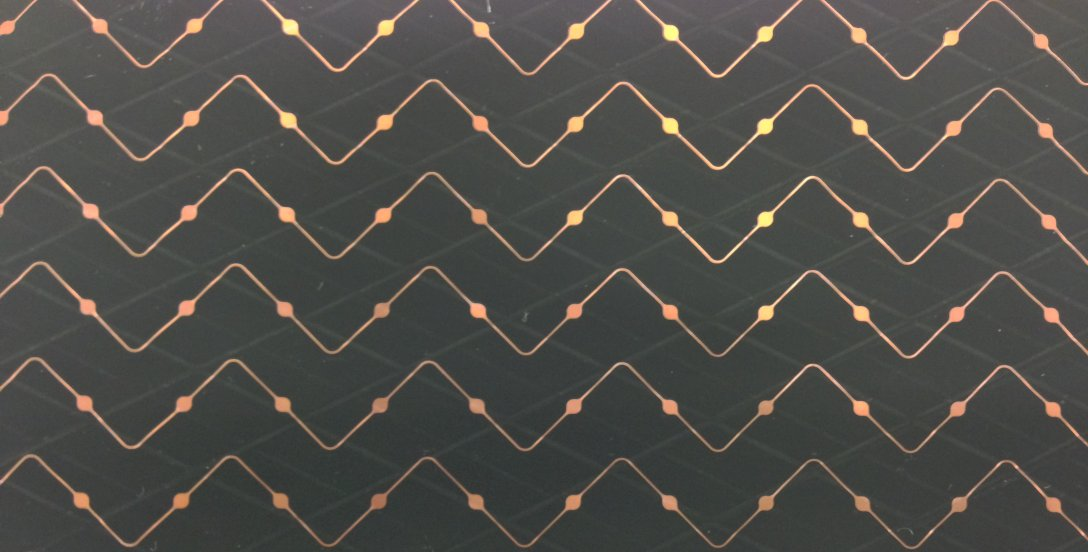
Cautxú PTC, un material per al qual la resistivitat creix exponencialment amb l'augment de la temperatura fins a una temperatura on deixa de conduir l'electricitat. Per sobre d'aquesta temperatura el material és un aïllant elèctric.

El cautxú PTC és un cautxú de silicona que condueix l'electricitat amb una resistivitat que augmenta exponencialment amb l'augment de la temperatura per a totes les temperatures fins a una temperatura on la resistivitat creix fins a l'infinit. Per sobre d'aquesta temperatura, el cautxú PTC és un aïllant elèctric. El cautxú PTC està fet de polidimetilsiloxà (PDMS) carregat amb nanopartícules de carboni. PTC significa coeficient de temperatura positiu.

## Propietats
Si la força del camp elèctric dins del material és prou gran (normalment més gran que 30 V/mm), les nanopartícules de carboni desencadenen un corrent d'efecte de túnel mecànic quàntic per fluir a través del material. La contribució d'un gran nombre de petits corrents d'efecte túnel pot sumar-se a corrents macroscòpiques en el rang d'amperes. L'efecte de túnel mecànic quàntic dins del material depèn molt de la temperatura. El corrent disminueix exponencialment amb l'augment de la temperatura. Això significa que la resistivitat del material creix exponencialment amb l'augment de la temperatura. A una temperatura específica, el corrent d'efecte túnel mecànic quàntic cesa. A temperatures superiors a aquesta, el cautxú PTC és un aïllant elèctric i no hi pot circular cap corrent elèctric. Aquesta temperatura es pot ajustar entre 32 i 176 F (0 i 80 C) durant la producció del cautxú PTC. Per tant, el cautxú PTC és un material PTC amb característiques PTC molt fortes. De fet, el cautxú PTC té l'efecte PTC més fort de tots els materials coneguts i en un ampli interval de temperatures. Té propietats PTC per a totes les temperatures.

## Aplicacions
El cautxú PTC es pot enrotllar en làmines fines laminat amb coure. El coure es connecta al seu torn a una tensió per proporcionar el camp elèctric a l'interior del material necessari per desencadenar l'efecte túnel. Les làmines es poden formar en qualsevol forma i mida.
Les làmines de goma PTC es poden utilitzar com a escalfadors PTC prims i flexibles. Aquests escalfadors proporcionaran una gran potència quan estiguin freds i s'escalfaran ràpidament fins a una temperatura constant i romandran allí pràcticament sense ser afectats pels canvis en les condicions ambientals. Es poden alimentar amb qualsevol voltatge entre 5 i 230 V, AC o DC.
El material de cautxú PTC és un escalfador autorregulat . Produeix la mateixa quantitat de calor a cada punt de l'escalfador que es condueix i s'irradia lluny de l'escalfador a l'objecte al qual està connectat i al seu entorn. Està en constant equilibri tèrmic amb l'entorn, punt per punt. Una mesura de la potència produïda per l'escalfador és en realitat una mesura de la transferència de calor entre l'escalfador i l'objecte. Per tant, es pot utilitzar com a sensor de transferència de calor.